# 松井正俊
松井 正俊（まつい まさとし、1937年7月22日 - ）は、日本の実業家、第3代松井証券社長。

## 人物
1979年に三菱銀行を退社し、兄・武の経営する松井証券に入社。1987年に代表取締役社長に就任。会長になった武とともに、バブル期も堅実経営を維持した。武の娘婿松井道夫が1990年に常務取締役営業本部長に就任し、営業セールス廃止等の社内改革を始めると、業界活動に専念するようになり、1995年に松井道夫に社長を譲る。

## 略歴
- 開成中学校・高等学校を経て、1960年一橋大学商学部を卒業。
- 1979年　三菱銀行退社。松井証券入社。顧問、常務、専務を歴任。
- 1987年　松井証券代表取締役社長（～1995年）
- 1995年　松井証券代表取締役会長（～1997年）
- 1997年　松井証券取締役相談役（～1998年）、セキテクノトロン監査役（～2002年）
- 1998年　松井証券退社。セントラルサービスシステム財務顧問（～1999年）
- 1999年　セントラルサービスシステム取締役（～2004年）